# Дебарско-велешка епархија
Дебарско-велешка епархија (грч. Μητρόπολη Δεβρῶν καί Βελισσοῦ), односно Велешко-дебарска епархија (чест назив у историографији, са обрнутим редоследом) бивша је епархија Цариградске патријаршије, која је постојала између 1873. и 1920. године, када је прикључена Српској православној цркви и преуређена путем поделе њеног дотадашњег подручја између суседних епархија.

## Историја
Када је Бугарска егзархија током 1872. године успела да одвоји значајан део верника дотадашњих епархија Велешке и Дебарске, Цариградска патријаршија је донела одлуку да те епархије споји у једну, под називом: Дебарско-велешка епархија. Епархијско седиште било је у Кичеву.
Тек за време управе дебарско-велешког митрополита Партенија Галаса (1907-1913) који је често одсуствовао из епархије због синодских послова у Цариграду, словенско становништво ове епархије је уз помоћ Краљевине Србије успело да се избори да архимандрит Варнава (Росић) буде постављен на службу викарног епископа у овој епархији, са титулом: епископ главинички. Након ослобођења 1913. године, када је митрополит Патреније премештен у Мелничку епархију, епископ Варнава је преузео пуну управу над Дебарско-велешком епархијом.
Дебарско-велешка епархија постолаја је до 1920. године, када је прикључена Српској православној цркви и раздељена на суседне епархије при новој црквеној организацији у Јужној Србији, тако да је Велес потпао под Скопску, а Дебар под Охридску епархију.

## Митрополити
Дебарско-велешки митрополити Цариградске патриаршије (Δεβρών και Βελισσού)
| Портрет | Име и презиме                   | Време службе            | Напомене |
| ------- | ------------------------------- | ----------------------- | --- |
|         | Антим Гедзис                    | 1873 — 1876 (први пут)  | |
|         | Калиник                         | 1876 — 1880             | |
|         | Антим Гедзис                    | 1880 — 1887 (други пут) | |
|         | Методије Папаемануил            | 1887 — 1891             | |
|         | Антим Пелтекис                  | 1891 — 1900             | |
|         | Поликарп Теологидис             | 1900 — 1907             | |
|         | Партеније Галас                 | 1907 — 1913             | Варнава Росић је 10. априла 1910. хиротонисан у Цариграду на службу помоћног епископа у овој епархији, са насловом: епископ главинички.                                                                                       |
|         | Варнава Росић (викарни епископ) | 1913 — 1920             | Као викарни епископ, Варнава је поред привремене управе у Велешко-дебарској епархији почевши од 1913. године управљао и српским деловима суседних епархија: Преспанско-охридске, Пелагонијске, Воденске, Пољанске и Струмичке |